# En vivo - Buenos Aires
En vivo - Buenos Aires es el segundo álbum en vivo del cantautor de folklore Chaqueño Palavecino, lanzado en 2005.

## Contexto y material
Fue el segundo álbum en vivo lanzado del artista, precediendo a De gira & Juan de la calle
Este álbum revive lo mejor de los shows que el referente del chaco-salteño realizó en julio de 2004 en el Estadio Luna Park de Capital Federal, contando con la invitación especial de los músicos argentinos Tamara Castro y Facundo Saravia.

## Lista de canciones
| Recital |                                                                                      |          |  |
| N.º     | Título                                                                               | Duración |  |
| 1.      | «El llanto de las vidalas»                                                           | 2:54     |  |
| 2.      | «Troja de amor»                                                                      | 2:13     |  |
| 3.      | «A Santa María esta zamba»                                                           | 2:51     |  |
| 4.      | «Chacarera del algarrobo»                                                            | 2:16     |  |
| 5.      | «La taleñita»                                                                        | 2:46     |  |
| 6.      | «La de corralitos»                                                                   | 2:39     |  |
| 7.      | «Silencio de aloja»                                                                  | 2:49     |  |
| 8.      | «La flor amarilla»                                                                   | 2:54     |  |
| 9.      | «La casona del molino»                                                               | 2:54     |  |
| 10.     | «Sombra enamorada»                                                                   | 2:56     |  |
| 11.     | «Chacarera pa' mi abuelo»                                                            | 2:23     |  |
| 12.     | «Mataco Díaz»                                                                        | 2:03     |  |
| 13.     | «Gatito de Don Lucas (Con Tamara Castro)»                                            | 2:44     |  |
| 14.     | «Vidala para mi sombra»                                                              | 4:07     |  |
| 15.     | «Amor por siempre»                                                                   | 3:48     |  |
| 16.     | «Que me olvides tu»                                                                  | 2:57     |  |
| 17.     | «El dedo en la llaga»                                                                | 3:54     |  |
| 18.     | «Serenata Fronteriza»                                                                | 2:33     |  |
| 19.     | «La carpa de Don Jaime (Con Facundo Saravia)»                                        | 3:32     |  |
| 20.     | «Piel chaqueña»                                                                      | 1:16     |  |
| 21.     | «Mi nueva Primavera»                                                                 | 1:30     |  |
| 22.     | «Volvé, volvé»                                                                       | 1:45     |  |
| 23.     | «Virgencita de la peña»                                                              | 2:48     |  |
| 24.     | «Abuelo del carnaval»                                                                | 3:33     |  |
| 25.     | «El después»                                                                         | 2:38     |  |
| 26.     | «Puerto libre»                                                                       | 2:29     |  |
| 27.     | «Amorcito»                                                                           | 2:42     |  |
| 28.     | «Noche calurosa»                                                                     | 3:05     |  |
| 29.     | «Pa'l tío Pala, Chacarera pa' mi Tartagal, El alma de Felipito & Chacarera Chaqueña» | 5:01     |  |
| 30.     | «La sin corazón»                                                                     | 1:21     |  |
| 31.     | «Mi voz»                                                                             | 1:03     |  |
| 32.     | «Mi ave sin sueño»                                                                   | 0:57     |  |
| 33.     | «Árbol solo»                                                                         | 1:09     |  |
| 34.     | «Amor salvaje»                                                                       | 3:52     |  |
| 35.     | «La ley y la tampra»                                                                 | 3:15     |  |
| 36.     | «A Don Amancio»                                                                      | 3:00     |  |
| 37.     | «La yapa»                                                                            | 1:38     |  |
| 38.     | «Carnaval en La Rioja»                                                               | 4:40     |  |
| 1:42:55 |                                                                                      |          |  |

| Videoclips |                                                          |          |  |
| N.º        | Título                                                   | Duración |  |
| 1.         | «Mocito salamanquero»                                    | 2:28     |  |
| 2.         | «Pilcomayeño»                                            | 2:41     |  |
| 3.         | «Carnaval en La Rioja»                                   | 3:55     |  |
| 4.         | «La de Rojitas»                                          | 3:12     |  |
| 5.         | «Mataco Díaz»                                            | 2:06     |  |
| 6.         | «Silencio de aloja»                                      | 3:00     |  |
| 7.         | «Mi voz»                                                 | 2:47     |  |
| 8.         | «La ley y la trampa»                                     | 2:50     |  |
| 9.         | «A Don Amancio»                                          | 2:28     |  |
| 10.        | «Dulcemente me recuerdas»                                | 3:15     |  |
| 11.        | «Amorcito»                                               | 2:24     |  |
| 12.        | «Popurrí (Salteño viejo & La Seranateña & Amor salvaje)» | 4:00     |  |
| 33:06      |                                                          |          |  |

## Ficha técnica primaria
- Oscar Palavecino - voz
- Oscar Bazan - 1.ª guitarra
- Rubén Balderrama - 1.ª guitarra base
- Miguel Lazarte - 2.ª guitarra base
- Claudio Pacheco - bajo
- Juan Manuel Alzogaray - acordeón, cajón peruano, bombo

- Pascual Toledo - bombo
- Daniel Villa - violín
- Ramón Helguero - violín
- Mariano Beron - violín

## Ficha técnica secundaria
- Asistente de escenario: Juan Antonio Mangonia
- Seguridad: Miguel Vera
- Operador de monitoreo: Rubén Alicio, Román Ramonda
- Escenografía: Carolina Migliora
- Operador de luces: Alejandro Curuchet
- Transporte: Francisco "Turco" Abraham
- Coordinación ejecutiva: Lucho Ceballos
- Coordinación técnica: Juan Manuel Cetera
- Jefe técnico: Ricardo Litwinow
- Operaciones: Facundo Favelukes
- Producción: María Pía Favelukes
- Dirección: Maximiliano Boragina
- Operador de video:Cristian Guiggi
- Operador de tape:Hernán Maño
- Sonidista:Santiago Sartori
- Cámaras: Luis Beucic, Walter González, Andrés Larken, Carlos Posse, Hugo Zappa, Roberto Espiño (Steady), Marcelo Vázquez (Jimmy)
- Asistentes de cámaras: Gustavo Buonfrate, Martín Olivares, Marcelo Scola, Ricardo Cambieri, Javier Herrera
- Edición: Maximiliano H. Firpo
- Grabación de audio: Estudio Móvil KOALA. Córdoba TE. 0351-452-3075
- Ingeniero de grabación: Samuel Valerotto
- Mezcla y masterización: Estudio Ob1
- Técnico: Yaco González
- Autoría de DVD:Estudio Oouch Fernando Solana/Leandro Firpo
- Representante: FERNANDO ISSA. Santa Fe 1697 8° TE. (054-11) 48169229/2992/0666

www.chaqueñopalavecino.com.ar